# معزوفة المطر
معزوفة المطر  هو فيلم ليبي أنتج عام 1994.

## قصة الفيلم
تاجر جواهر في الخمسين يفشل في تجارب الزواج التي خاضها، كما أنه يعاني العقم. يتعرف على شابة، ويطلبها للزواج، وتوافق بسبب إغراء المادة رغم رفض أهلها للزواج. تكتشف الحقيقة بعد الزواج، وتطلب الطلاق، ثم تبدأ علاقة مع شاب آخر يسكن كوخاً.

## وصلات خارجية
- معزوفة المطر على موقع قاعدة بيانات الأفلام العربية